# Oliver Cooper
Oliver Cooper (Toledo, Ohio, 2 de diciembre de 1988) es un actor estadounidense, conocido por su papel de Costa en Proyecto X.

## Biografía
Cooper nació en Sylvania Township, Condado de Lucas, Ohio, donde asistió a Sylvania Northview High School. Creció con sus padres, Wendy y Mike, y sus dos hermanos mayores, un hermano y una hermana. A los diecisiete años, Cooper realizó stand up comedy en Toledo. Después de la secundaria asistió a la Universidad Estatal de Arizona por un año. Luego abandonó la universidad para dedicarse a su carrera como actor en Los Ángeles. al principio Cooper solo actuaba en cortometrajes

## Carrera
A los 20 años de edad Cooper se le ofreció uno de los papeles principales en la película Proyecto X. Él, Thomas Mann y Jonathan Daniel Brown eran tres actores desconocidos hasta antes de la película. Sin embargo, Thomas Mann tuvo un papel en la película indie, It's Kind of a Funny Story. Cooper consiguió la audición gracias a su amigo, Shaun Weiss. Además, por su papel en proyecto X, fue nominado a dos premios MTV. Cooper no ganó estos premios. Después de la producción del proyecto X, a Cooper se le ofreció un papel en la película Grown Ups 2. Sin embargo, no pudo aceptar debido a algunos problemas de programación. y posteriormente en 2013, apareció en la película Runner Runner.

## Vida personal
La Inspiración de Cooper es Bill Murray, Robin Williams y John Goodman. Su película favorita es El gran Lebowski. Cooper está trabajando en la creación de su propia película, con la ayuda de su amigo, Joe Burke, le está ayudando con la creación de la película independiente. Cooper vivía con su tía, cuatro perros y tres primos

## Filmografía

### Películas
| Año  | Película                            | Rol           |
| ---- | ----------------------------------- | ------------- |
| 2010 | Weekend Dad                         | Rex           |
| 2012 | Marriage Drama with Virginia Madsen | Dusty/Steve   |
| 2012 | Proyecto X                          | Costa         |
| 2013 | The Hangover Part III               | Farmacéutico  |
| 2013 | Runner Runner                       | Andrew Cronin |
| 2013 | Four Dogs                           | Oliver        |
| 2014 | Cindy's New Boyfriend               | Spencer       |
| 2014 | Burying the Ex                      | Travis        |
| 2015 | Mojave                              | Nick          |
| 2016 | Office Christmas Party              | Drew          |
| 2018 | The Front Runner                    | Joe Trippi    |
| 2021 | Ghostbusters: Afterlife             | Egon          |
| 2023 | Helen's Dead                        | Garret        |
| 2024 | Clawfoot                            | Samuel        |

## Televisión
| Año  | Título          | Rol                          |
| ---- | --------------- | ---------------------------- |
| 2012 | Sketchy         | Proveedor                    |
| 2012 | Californication | Levon                        |
| 2014 | Red Oaks        | Wheeler                      |
| 2017 | Mindhunter      | David Berkowitz / Son of Sam |